# 北99線
北99線 中和－南勢角，是位於新北市的一條鄉道，北起新北市中和區中和，南至新北市中和區南勢角，全長2.387公里。曾為中和地區的重要道路，部份路段的重要性已由新建道路取代，路寬窄處為逆樁的單行道。

## 路線說明
新北市
- 中和區：中和（縣道106號岔路）→ 中山路二段 → 中和路 → 南山路 →（北90線岔路）→ 景安（縣道106號岔路）→ 南勢角2.387k（北95線岔路）

## 沿革
- 1961年：公佈第一代鄉道編制。[3]昔北99線為興隆－廷寮間道路。今日的北99線尚未編入鄉道系統。
- 1968年：原北99線順應行政區劃變遷而解編。（原木柵鄉併入升格的台北市）
- 1976年：今日的北99路線補原有缺號為北89線。
- 1983年：鄉道重新整編後，原北89線改編北99線（中和－南勢角間2.387k）。
- 2001年：工務局將起點牌插於中和南山路口，由不符公路總局公佈里程可知其為誤插。

## 沿線地標、設施
- 中和國小
- 中和區復興綜合大樓
  - 中和區戶政事務所
  - 南勢消防分隊
  - 新北市立圖書館 中和分館
- 德州儀器公司
- 中和路近中山路口處有舊牌一枚、1公里處（非里程牌）有里程碑一塊。

## 外部連結
- 大街小巷兩風情-北99鄉道[永久]
- 北99鄉道起點解謎